# Epifanio Ferdinando
Epifanio Ferdinando (Mesagne, 2 novembre 1569 – Mesagne, 7 dicembre 1638) è stato un medico e filosofo italiano.
Chiamato "il Vecchio" per distinguerlo dal figlio, fu docente di medicina e filosofia oltre che Sindaco di Mesagne per ben due volte, e uno dei medici più famosi e colti della Puglia di inizio Seicento

## Biografia
Nasce a Mesagne, in provincia di Brindisi, il 2 novembre 1569 dai coniugi mesagnesi Matteo e Camilla Rini, e ivi muore nel 1638. L'attenzione di questo medico-filosofo, laureatosi presso l'Università di Napoli in filosofia e medicina il 24 agosto 1594, per campi non strettamente connessi a quello medico quali l'astronomia, l'astrologia, la storia e la teologia, ne testimoniano la poliedricità. Nella sua vita si dedicò, oltre che alla professione di medico, anche all'insegnamento declinando però l'offerta di una cattedra di medicina avanzatagli dall'Università di Padova, luogo di insegnamento di menti geniali come Andrea Vesalio e Galileo Galilei, per il suo grande attaccamento al Salento e soprattutto alla sua città natale, Mesagne, di cui fu anche eletto Sindaco nel 1605. 

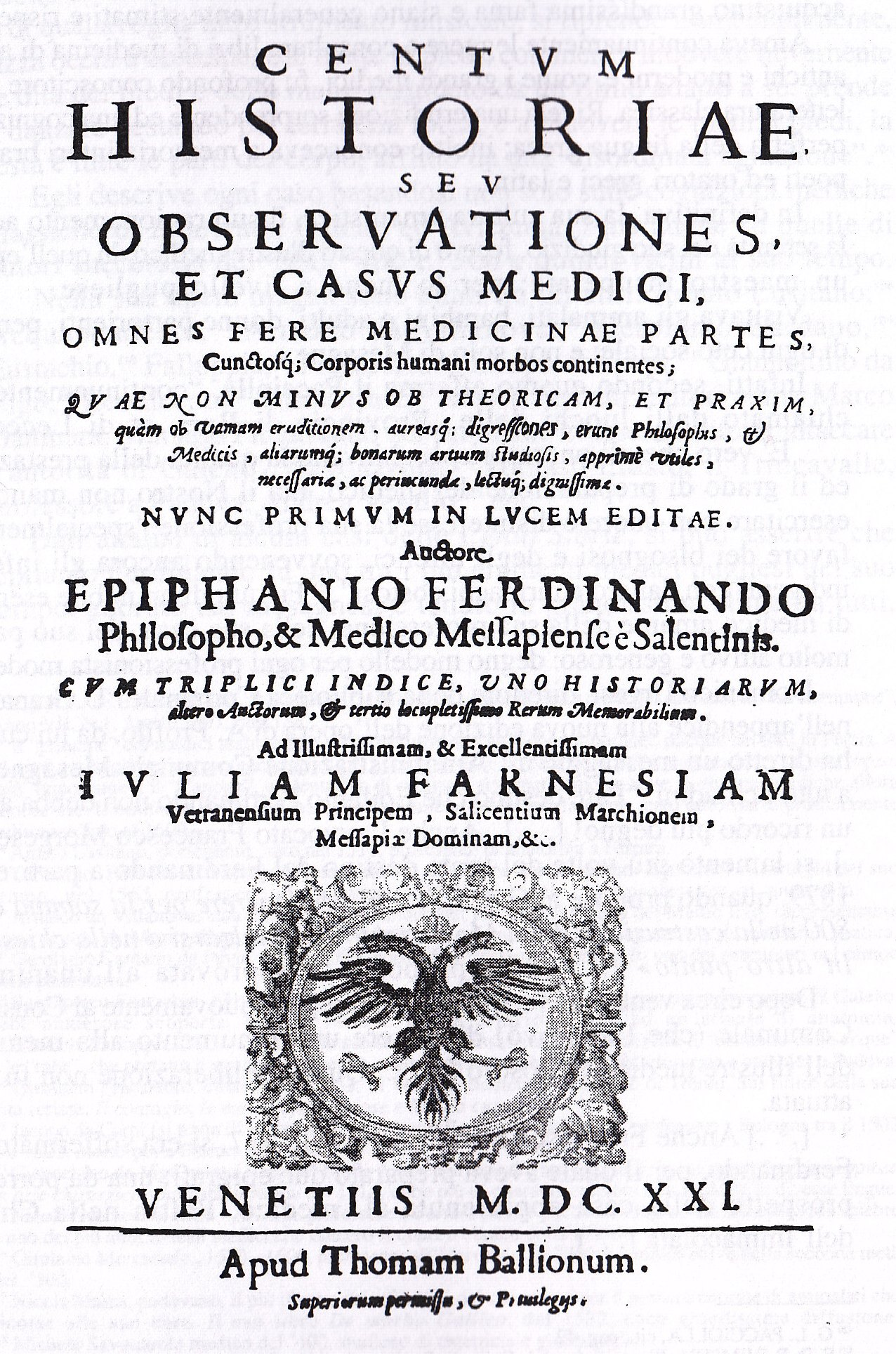
Copertina del Centum Historiae

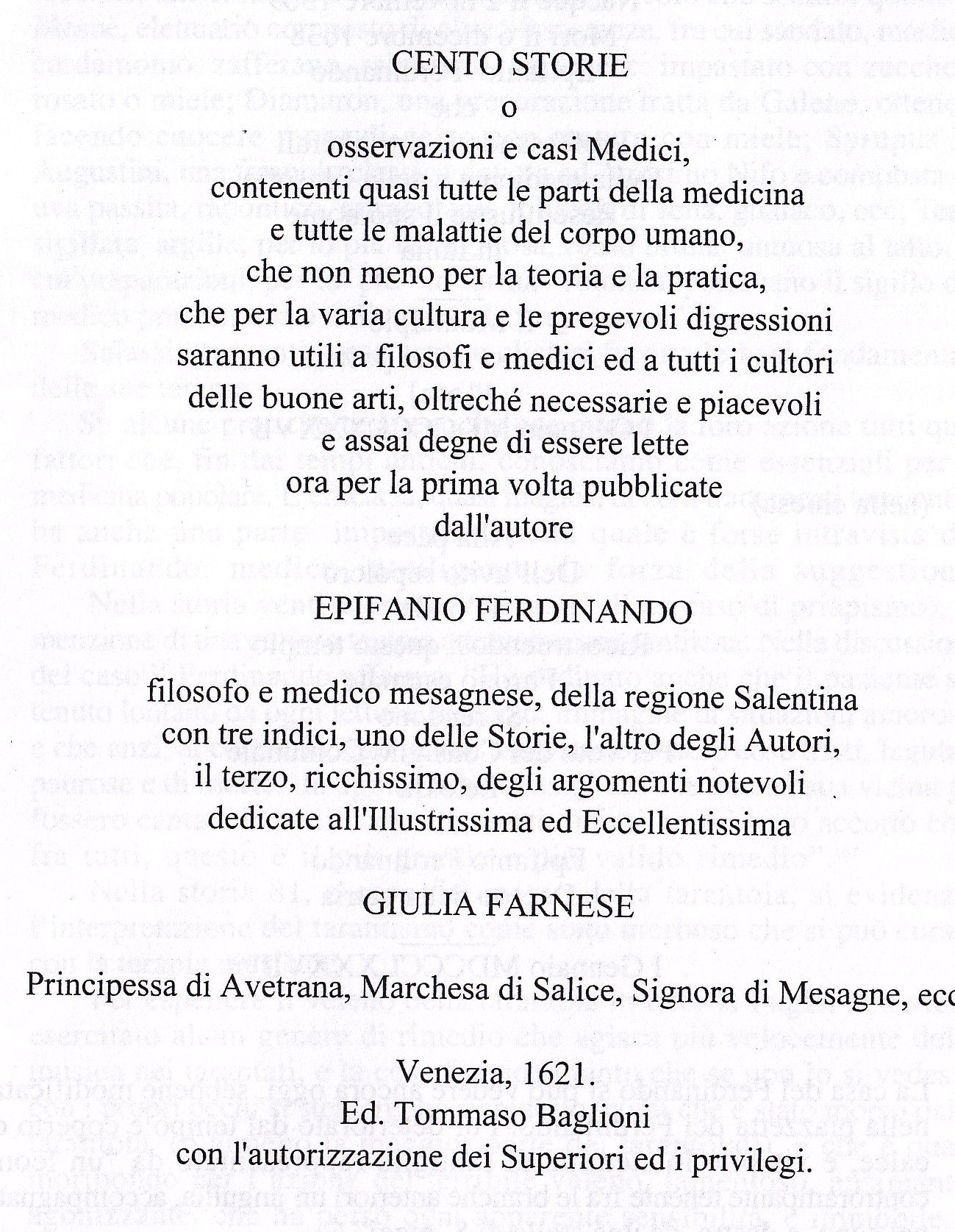
Dedica alla Marchesa Giulia Farnese

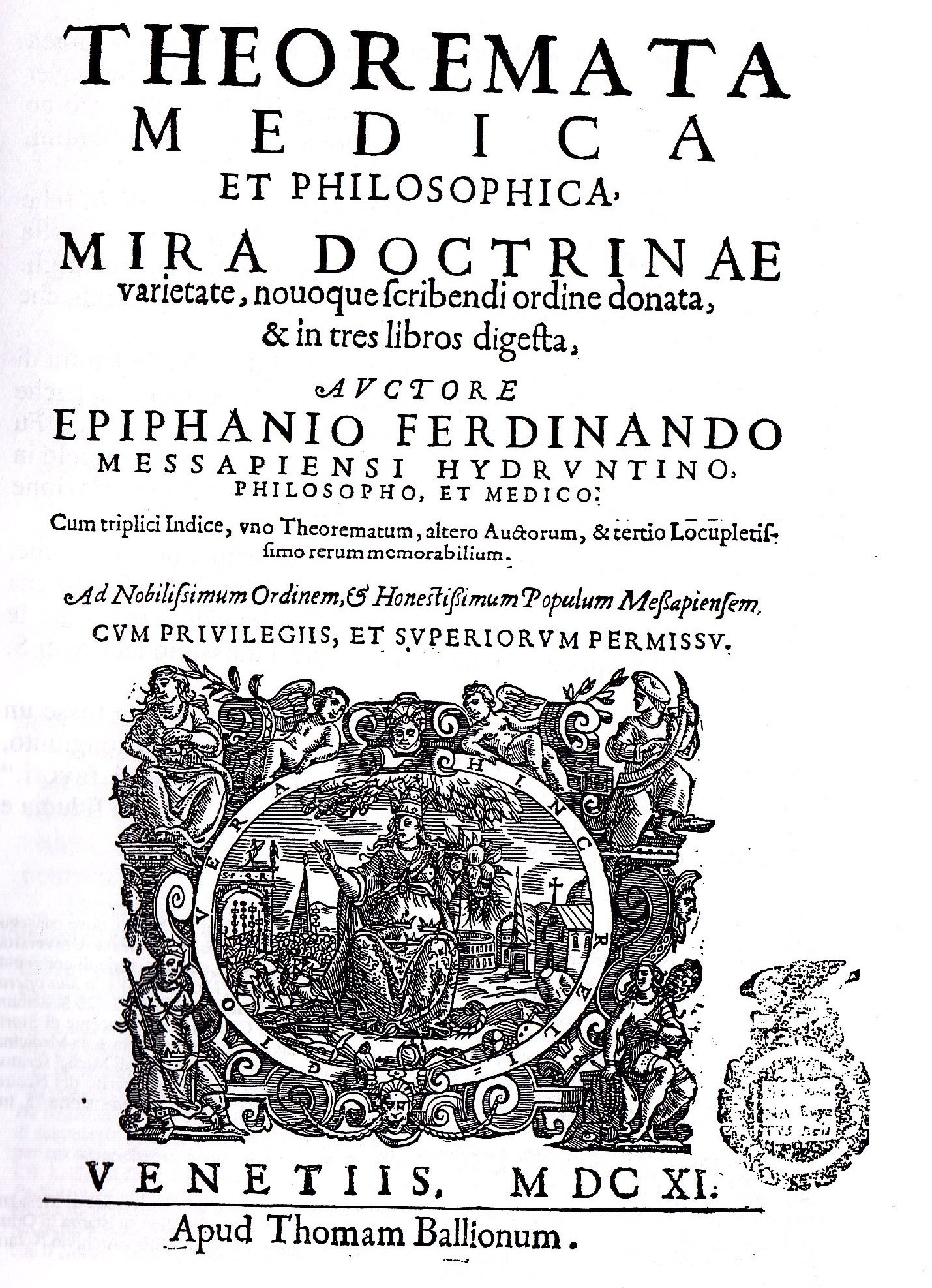
Copertina del Theoremata Medica et Philosophica

## Studi e opere principali
Epifanio Ferdinando (il Vecchio), definito dai suoi concittadini “Socrate Salentino”, studiò grammatica, poetica, greco e latino sotto la sapiente guida, in Mesagne, di Francesco Riccio, intimo amico di Paolo e Aldo Manuzio. Si trasferì successivamente a Napoli nel 1588 dove studiò medicina , filosofia, geometria e matematica prima di conseguire la laurea in filosofia e medicina nel 1594. Tornò poi a Mesagne dove prese in moglie la ventinovenne Giordana Longo-Pecoraro, da cui ebbe dieci figli, ed esercitò la professione di medico fino alla sua morte avvenuta il 7 dicembre del 1638. Tra le opere principali del Ferdinando grande rilievo assumono i Teoremi Medici e Filosofici, dedicati alla sua amata città natale; Morso della tarantola, che testimonia l'importanza del tarantismo e della tradizione salentina nel suo pensiero; Centum Historie o Casi Medici, raccolta di cento casi clinici più peculiari analizzati dal medico nella sua vita professionale; infine Antiqua Messapographia, attenta e appassionata analisi della storia di Mesagne. 
Tutte le sue opere edite e inedite furono redatte in lingua latina e solo successivamente furono raccolte e tradotte in italiano, probabilmente dai suoi allievi. Dal punto di vista medico, ma anche culturale, l'opera di riferimento per eccellenza del Ferdinando è fuor di dubbio Centum Historiae. Pubblicata nel 1621 e scritta in latino, l'opera è dedicata a Giulia Farnese, Marchesa di Mesagne, di cui l'autore fu medico di fiducia, intimo amico e compagno di viaggio, come quello che li condusse a Roma dove Epifanio conobbe Cinzio Clemente, medico di Paolo V e fu contattato, per la sua fama, da noti scienziati e medici romani dell'epoca tra cui Marco Aurelio Severino, con cui ebbe una disputa riguardo al metodo migliore di operare l'incisione della salvatella, la vena presente sul dorso della mano che parte dalla base del mignolo e si connette con la vena ulnare.

## Cultura e amore per la medicina
Profondo conoscitore dei classici e seguace non solo delle teorie di Ippocrate di Kos, Galeno e Avicenna, ma anche di quelle formulate da Girolamo Mercuriale, Bartolomeo Eustachio, Falloppio e Fracastoro, attento alle tradizioni della sua terra, Epifanio Ferdinando propose un nuovo metodo di insegnamento con lezioni al letto del malato, anticipando, in una certa misura, quello che sarebbe stato lo stile del Johns Hopkins statunitense: una perfetta sinergia tra lo studio teorico e la sua applicazione clinica. Per la sua grande cultura e competenza fu richiesto non solo in tutta la provincia, ma anche a Bari, Napoli e Lecce. 
Noto fra i concittadini per la sua bontà d'animo, curava anche senza compenso somministrando farmaci costosi pure ai poveri. Nelle sue diagnosi si concentrava sull'importanza delle analisi del sangue valutandone consistenza, opacità, densità e colore e riteneva centrale per la terapia attenersi ad una adeguata dieta. Per curare i suoi pazienti si serviva non solo di salassi, purghe e clisteri, secondo la prassi ordinaria, ma preparava anche dei farmaci di origine vegetale ottenuti miscelando quantità variabili di erbe mediche a seconda della terapia. 
Nella sua vita si occupò anche di due casi di interesse neurologico e pediatrico, descritti nei particolari nelle Centum Historiae, e nutrì anche uno spiccato interesse nei confronti del tarantismo e della musica come terapia “certissima”. Grazie alle sue opere, in cui l'impostazione medico-scientifica si compenetra con quella storica, grazie ad uno stile tendente al genere narrativo, ed ai contatti che mantenne con i medici napoletani, Epifanio Ferdinando fu uno dei più importanti intermediari fra la cultura medica napoletana e quella di Terra d'Otranto del 1600.

## Epifanio Ferdinando e il Tarantismo
Molti studiosi, soprattutto medici come il Ferdinando, si sono interrogati sulla natura del tarantismo, o tarantolismo, dopo essere venuti a conoscenza delle cure previste dalla tradizione popolare per questo morbo, tra cui la più importante di tutte è senza dubbio la “musico-terapia”somministrata al malato da vere e proprie orchestre composte da violinisti, chitarristi e soprattutto tamburellisti a pagamento. Proprio il tamburello assume una funzione fondamentale in questo tipo di terapia poiché scandisce il tempo modificando via via il ritmo del brano che, divenuto frenetico, viene assecondato dai movimenti della danza del tarantato. La credenza vuole che il malato dopo essere stato morso dovesse espellere il veleno scatenandosi a ritmo di musica, ma non di una qualunque: il tema musicale doveva essere scelto in base al colore della tarantola responsabile del morso.
Il primo documento che testimonia il legame tra musica e taranta è il Sertum Papale de Venenis redatto, presumibilmente da Guglielmo di Marra da Padova, nel primo anno del pontificato di Urbano V, nel 1362, ma il secondo a documentare per esperienza diretta questa connessione fu il medico di Mesagne Epifanio Ferdinando, vissuto nel XVII secolo. Nelle sue Centum Historiae egli analizza, tra gli altri, il caso di un suo giovane concittadino, tale Pietro Simeone, pizzicato mentre dormiva di notte in un campo. Il medico credette fermamente nella musica come terapia “certissima” criticando chi sosteneva che il tarantismo non fosse necessariamente scatenato da un morso tanto reale quanto velenoso. Inoltre, fu il primo a proporre come metodo di cura per i tarantati morsi da tarantole le malinconiche (nenie funebri). 

## Testimonianza del tarantismo
Il gesuita Atanasio Kircher riferisce nel suo Magnes un episodio accaduto ad Andria, nel barese, talmente singolare da destare ragionevoli sospetti su quanto starebbe alla base di questa terapia: 
“Come il veleno stimolato dalla musica spinge l'uomo alla danza mediante continua eccitazione dei muscoli, lo stesso fa con la tarantola; il che non avrei mai creduto se non l'avessi appreso per testimonianza dei Padri ricordati, che son degnissimi di fede. Essi infatti mi scrivono che in proposito fu tenuto un esperimento nel palazzo ducale di Andria, in presenza di uno dei nostri Padri, e d tutti i cortigiani. La duchessa infatti, per mostrare nel modo più adatto questo ammirabile prodigio della natura, ordinò che si trovasse a bella posta una taranta, la si collocasse, librata su una piccola festuca, in un vasetto colmo d'acqua, e che fossero quindi chiamati i suonatori. In un primo momento la taranta non dette alcun segno di muoversi al suono della chitarra, ma poi, allorché il suonatore dette inizio ad una musica proporzionata al suo umore, la bestiola non soltanto faceva le viste di eseguire una danza saltellando sulle zampe e agitando il corpo, ma addirittura danzava sul serio, rispettando il tempo: e se il suonatore cessava di suonare anche la bestiola sospendeva il ballo. I Padri vennero a sapere che ciò che in Andria ammirarono in quella circostanza come episodio straordinario, era a Taranto fato consueto: infatti i suonatori di Taranto, i quali erano soliti curare con la musica questo morbo anche in qualità di pubblici funzionari retribuiti con regolari stipendi (e ciò per venire incontro ai più poveri, e sollevarli dalle spese), per accelerare la cura dei pazienti in modo più certo e più facile, sogliono chiedere ai colpiti il luogo dove la taranta li ha morsicati, e il suo colore. Dopo ciò i medici citaredi sogliono portarsi subito sul luogo indicato, dove in gran numero le diverse specie di tarante si adoperano a tessere le loro tele: e quivi tentano vari generi di armonie, a cui, cosa mirabile a dirsi, or queste or quelle saltano… E quando abbiano scorto saltare una taranta di quel colore indicata dal paziente, tengono per segno certissimo di aver trovato con ciò il modulo esattamente proporzionato all'umore velenoso del tarantato e adattissimo alla cura, eseguendo la quale essi dicono che ne deriva un sicuro effetto terapeutico.” 

## Opere edite ed inedite
Le opere edite sono:
- Theoremata medica et philosophica, Venetiis 1611 apud Thomam Ballionum in folio.
- De vita proroganda seu iuventute conservanda et senectute retardanda, Neapoli 1612 apud Io. Bapt. Garganum et Lucretium Muccium- in quarto.
- Centum Historiae seu Observationes et Casus medici, Venetiis 1621 apud Thomam Ballionum in folio.
- Aureus De Peste Libellus, Neapoli 1626 apud Dominicum Maccaranum in 4°.

Alcune opere inedite:
- Libellus de apibus in 4°
- Tractatus de natura Leporis
- De coelo Messapiensi
- De bonitate aquae cisternae
- Libellus de morsu tarantolae